# (6487) Tonyspear
(6487) Tonyspear est un astéroïde de la ceinture principale aréocroiseur.

## Description
(6487) Tonyspear est un astéroïde aréocroiseur. Il présente une orbite caractérisée par un demi-grand axe de 2,36 UA, une excentricité de 0,31 et une inclinaison de 21,3° par rapport à l'écliptique.

## Compléments